# Елизабет Хенриета фон Хесен-Касел
Елизабет Хенриета фон Хесен-Касел (на немски: Elisabeth Henriette von Hessen-Kassel, * 8 ноември 1661 в Касел, † 27 юни 1683 в Кьолн на Шпре) от Дом Хесен е ландграфиня на Хесен-Касел и чрез женитба курпринцеса на Бранденбург.
Тя е дъщеря на Вилхелм VI фон Хесен-Касел (1629–1663) от Дом Хесен, ландграф на Хесен-Касел, и съпругата му Хедвиг София фон Бранденбург (1623–1683), дъщеря на курфюрст Георг Вилхелм от Бранденбург и на Елизабет Шарлота от Пфалц.
Елизабет Хенриета се сгодява официално през 1676 г. и се омъжва на 13 август 1679 г. в двореца на Берлин за първия си братовчед курпринц Фридрих III фон Бранденбург (1657-1713) от династията Хоенцолерн, от 1688 г. курфюрст на Бранденбург и от 1701 г. първият крал на Прусия като Фридрих I. Той е син на нейния чичо Фридрих Вилхелм фон Бранденбург, „Великия курфюрст“.
Двамата резидират в дворец Кьопеник, който е престроен за Фридрих от 1677 до 1681 г. Те имат една дъщеря:
- Луиза Доротея София (* 29 септември 1680, + 23 декември 1705), омъжена на 31 май 1700 г. за първия си братовчед Фридрих фон Хесен, който става крал на Швеция (1720-1751) и ландграф на Хесен-Касел (1730-1751).

Три години след раждането на дъщеря ѝ Елизабет Хенриета умира от едра шарка на 21 години на 27 юни 1683 г. след четиригодишен щастлив брак. Погребана е в гробницата на Берлинската катедрала.
Нейният съпруг Фридрих се жени през 1684 г. за принцеса София Шарлота фон Хановер (1668–1705), дъщеря на Ернст Август, курфюрст на Брауншвайг-Люнебург.